# St. Thomas (Rederzhausen)

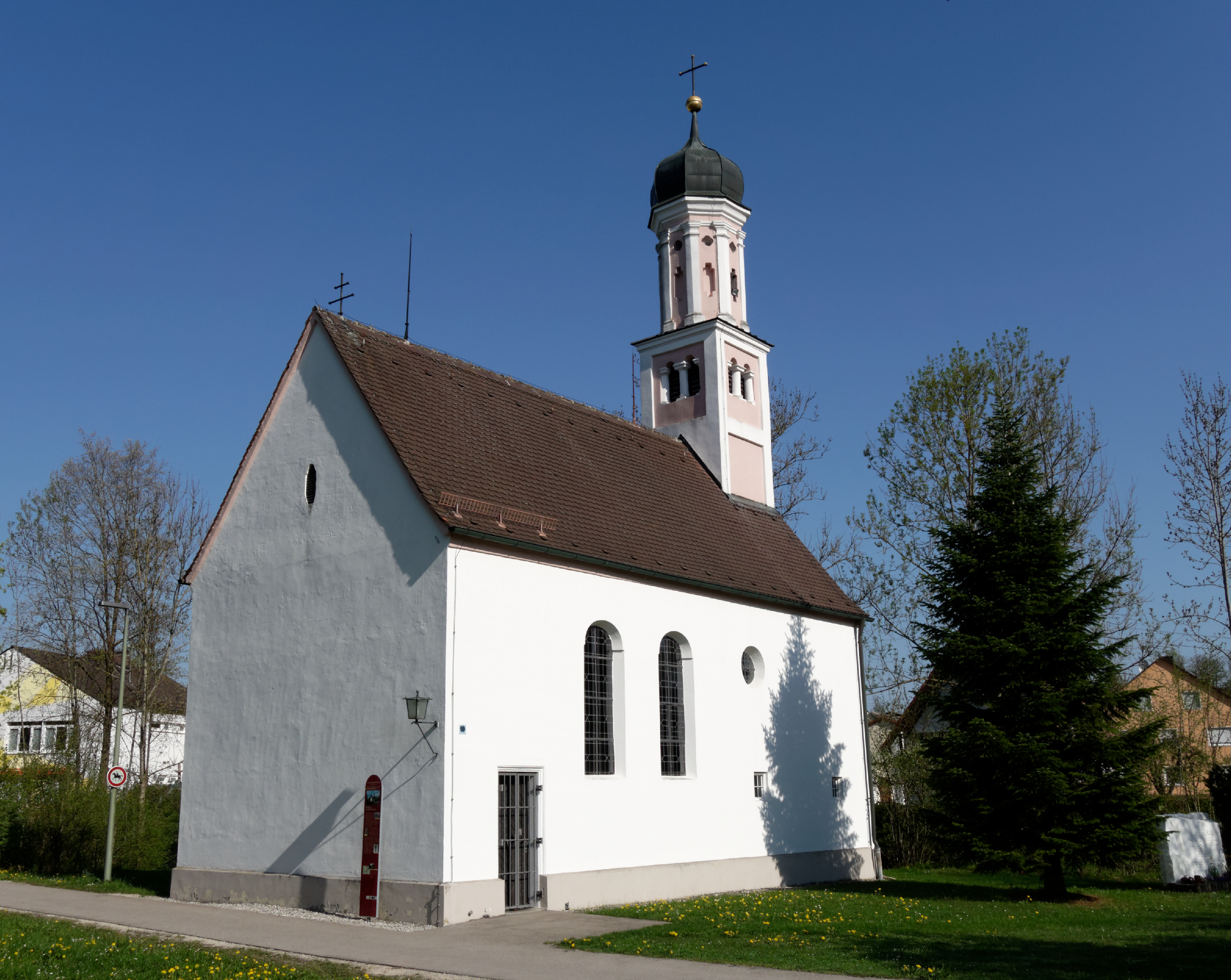
St. Thomas in Rederzhausen

St. Thomas im Friedberger Stadtteil Rederzhausen, Bayern, ist eine Kapelle, welche zur römisch-katholischen Pfarrei Ottmaring gehört. Das Gebäude ist als Baudenkmal eingestuft.

## Geschichte
Die Kapelle wurde erstmals am 22. April 1534 urkundlich erwähnt; sie ist jedoch vermutlich deutlich älter. Der heutige Bau wurde um 1698/99 errichtet. Vermutlich sind noch Mauerreste der Vorgängerbauten enthalten. Es gibt Hinweise darauf, dass die Kapelle eine Station auf dem Wallfahrtsweg nach St. Leonhard in Inchenhofen war. Bei einer Restaurierung in den Jahren 1977/78 wurden Rötelinschriften von Besuchern und Pilgern unter der Empore gefunden.

## Baubeschreibung
St. Thomas ist ein flachgedeckter Saalbau mit einem eingezogenen, außen flachen und innen halbrund geschlossenem Chor unter einem Kreuzgratgewölbe. Der Turm an der Nordseite hat einen quadratischen Unterbau und ein schlankes Oktogon mit Zwiebelhaube.

## Ausstattung
Die Altäre sind aus dem Ende des 17. Jahrhunderts, der rechte Seitenaltar von 1683. Die Figur des hl. Leonhard im rechten Seitenaltar und die des hl. Thomas von 1708 im Hauptaltar werden dem im Mering geborenen Bildhauer Lorenz Luidl zugeschrieben. Diese beiden Figuren stammen ursprünglich aus St. Michael in Ottmaring. Auch die übrigen Figuren um 1700 weisen Bezüge zu Luidl auf. Das Kruzifix mit Maria an der östlichen Seite des Langhauses wurde von der Augsburger Familie Ducrue im 19. Jahrhundert gestiftet. Die Figur der Maria ist um 1700 entstanden, der Korpus Christi im späten 18. Jahrhundert. Die Figur des hl. Nepomuk um 1725/30 an der Westseite stammt aus einer Kapelle auf dem Weg von Rederzhausen nach Friedberg, die 1724 errichtet aber später abgerissen wurde.
2012 wurde in St. Thomas ein neuer Volksaltar aufgestellt.